# Zurow
Zurow es un municipio situado a la orilla del lago Hof, en el distrito de Mecklemburgo Noroccidental, en el estado federado de Mecklemburgo-Pomerania Occidental (Alemania), a una altura de48  metros. 
Su población a finales de 2016 era de 1352 habs. y su densidad poblacional, 33 hab/km².